# Kurt Renk
Kurt Renk (* 17. September 1921 in Würzburg; † 3. März 2007 in Kirchseeon) war ein deutscher Politiker der SPD.
Renk arbeitete als Referent im Bayerischen Landesversorgungsamt sowie als Sekretär des Staatsministers der Finanzen Friedrich Zietsch. Am 27. März 1957 rückte er für den verstorbenen Franz Beier in den Bayerischen Landtag nach und gehörte diesem bis zum Ende der Wahlperiode im Dezember 1958 an. In dieser Zeit gehörte er dem Ausschuss zur Einbringung von Vorschlägen für die Verwaltungsvereinfachung an.